# Habrovany (Ústí nad Labem)
Habrovany è un comune della Repubblica Ceca facente parte del distretto di Ústí nad Labem, nella regione omonima.